# Kalkanlu
Kalkanlu (perz. قالغانلو) je jezero u Ardabilskoj pokrajini na sjeverozapadu Irana, oko 10 km južno od Germija odnosno 75 km sjeverno od Ardabila, te oko 1,5 km od granice s Azerbajdžanom. Smješteno je na sjevernim obroncima Taleškog gorja na nadmorskoj visini od 1673 m. Kalkanlu ima površinu do 1,0 ha, dubinu do 3,0 m i zapremninu do 15.000 m³. Gotovo je pravilnog ovalnog oblika promjera od 60 m. Njegovom okolicom prevladava bujna vegetacija i snježno-šumska klima (Dsa) s relativno visokom godišnjom količinom padalina. Vodom se opskrbljuje i manjim potocima koji nastaju proljetnim otapanjem snijega, a prilikom visokog vodostaja otječe prema istoku Hankandi-Rudom koji se nadovezuje na Germi-Čaj odnosno Balha-Rud, rijeku kaspijskog slijeva. Najbliže naselje koje gravitira jezeru je Hankandi, selo udaljeno 0,2 km prema zapadu.

## Vanjske poveznice
- Zemljopis Irana
- Popis iranskih jezera

Ostali projekti
|  | Zajednički poslužitelj ima još gradiva o temi Kalkanlu |